# کارولینه اونگر
کارولینه اونگر (به آلمانی: Caroline Unger) (زادهٔ ۲۸ اکتبر ۱۸۰۳ - درگذشتهٔ ۲۳ مارس ۱۸۷۷) خوانندهٔ اپرا اهل اتریش بود.
در وین به دنیا آمد و در ایتالیا موسیقی آموخت.

## فعالیت هنری

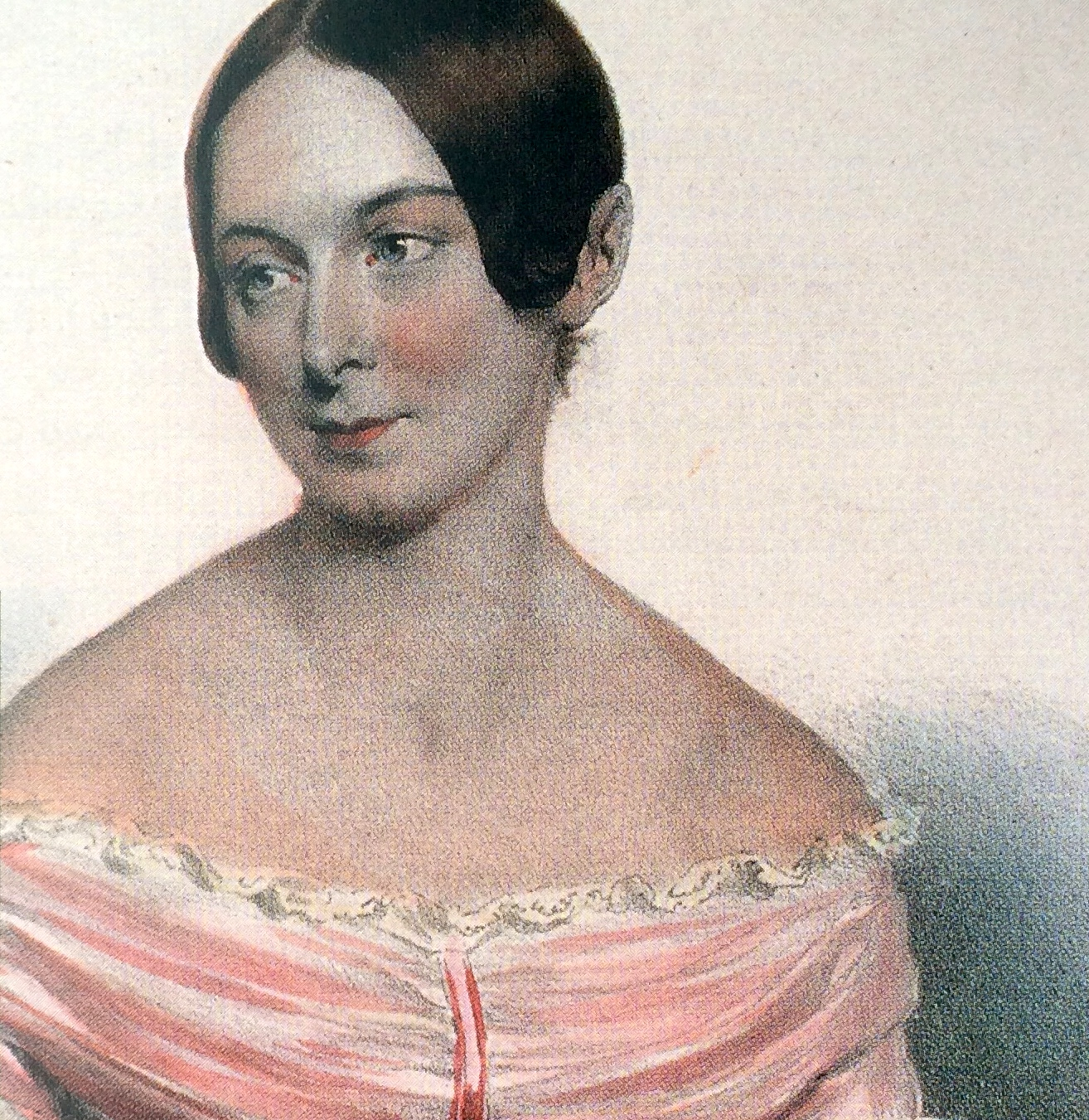
کارولینه اونگر

او در کشور خودش در سال ۱۸۲۱ برنامه‌ای بر روی سن اجرا کرد که یک اپرا بوفا به زبان ایتالیایی بود به نام همهٔ زن‌ها اینگونه‌اند، که توسط موتسارت ساخته شده‌است.
سه سال بعد، او در اولین اجرای سمفونی ۹ و میسا سولمنیس، دو اثر جاودان بتهوون شرکت کرد.
او در ایتالیا توانست موفقیت‌های زیادی کسب کند، به‌خصوص هنگامی که با تئاتر سن کارلو وارد همکاری شد.
کارولینه همچنین موفقیت بزرگی برای تئاتر ایتالیا در پاریس در سال ۱۸۳۳ کسب کرد، تا جایی که در صدای او گمانه‌زنی‌های بسیاری شد و صدای او را رنج جنوب، انرژی شمال، ربه‌های شگفت‌انگیز و صدای نقره‌ای و استعداد طلایی نامیدند.

## زندگی شخصی
در سال ۱۸۱۴ با نویسنده‌ای فرانسوی، فرانسوا ساباتیه-اونگر ازدواج کرد و در سال ۱۸۴۳ بازنشسته شد.
کارولینه در سال ۱۸۷۷ در فلورانس ایتالیا درگذشت و در گورستان سان مینیاتو اَل مونته به خاک سپرده شد.